# Kazuo Nakamura
Kazuo Nakamura (* 13. Oktober 1926 in Vancouver, British Columbia, Kanada; † 9. April 2002 in Toronto, Ontario) war ein kanadischer Maler. Er gehörte zu den Gründungsmitgliedern der Künstlergruppe Painters Eleven und war bekannt für seine einzigartigen abstrakten Werke, die Wissenschaft, Mathematik und Kunst miteinander verbanden.

## Leben
Kazuo Nakamura wurde 1926 in Vancouver, British Columbia, geboren und interessierte sich schon früh für Kunst. Als Teenager stöberte er in den japanischen Kunstzeitschriften seines Onkels und erkundete die Stadt mit einem Skizzenbuch in der Hand. Im Jahr 1939 begann er seine formale Kunstausbildung an der Vancouver Technical Secondary School, wo er von Jock Macdonald unterrichtet wurde, einem Künstler, der für seine modernistischen Ansätze bekannt war und später Mitglied der Painters Eleven wurde. 1941 wurde seine künstlerische Ausbildung unterbrochen, als er mit seiner Familie in ein japanisches Internierungslager in Tashme, British Columbia, gebracht wurde. Zwischen der Arbeit im Lager und dem abendlichen Besuch der Highschool fand Nakamura Zeit zum Zeichnen und Malen. Er und seine Familie wurden zwei Jahre lang interniert, bevor die kanadische Regierung sie zwangsweise nach Hamilton (Ontario) umsiedelte. Kazuo Nakamura ließ sich schließlich in Toronto nieder, wo er sein Kunststudium an der Central Technical School (1948–1951) wieder aufnahm. In Toronto wurde er durch seine Beziehungen zu Albert Franck und Jock Macdonald schnell Teil der Kunstszene. 1953 wurde er Mitbegründer der Painters Eleven, einer Gruppe, die die abstrakte Kunst in Kanada etablierte.

## Painters Eleven
Die Painters Eleven waren eine Gruppe von elf Künstlern, die von 1953 bis 1960 in Ontario aktiv waren. Ihr Ziel war es, die abstrakte Kunst in Kanada zu fördern und internationale Anerkennung zu erlangen. Kazuo Nakamura spielte eine zentrale Rolle in der Gruppe, obwohl sein Stil zurückhaltender und weniger farbintensiv war als der seiner Kollegen. Im Jahr 1953 wurde er von William Ronald eingeladen, an der Ausstellung Abstracts at Home teilzunehmen, die eine zentrale Rolle bei der Gründung der Painters Eleven im selben Jahr spielte. Obwohl er den abstrakten Stil der anderen Mitglieder teilte, unterschied sich Kazuo Nakamuras Werk innerhalb der Gruppe durch weichere Pinselstriche, einfachere Strukturen und eine monochrome Farbpalette. Über den Einfluss der Painters Eleven auf seine Kunst sagte Nakamura, er habe vor allem von den Ausstellungsmöglichkeiten der Gruppe profitiert. Außerdem knüpfte er dauerhafte Beziehungen, die auch nach der Auflösung der Gruppe fortbestanden.
Nach der Auflösung der Painters Eleven im Jahr 1960 setzte Kazuo Nakamura seine künstlerische Karriere erfolgreich fort. Er ist vor allem für seine Number Series-Bilder bekannt, die sich mit mathematischen Mustern beschäftigen. Seine Werke spiegeln den interdisziplinären Einfluss von Wissenschaft und Kunst wider.

## Werk
Kazuo Nakamuras Werk zeichnet sich durch eine formale Schlichtheit aus, die sich von den expressiveren Stilen seiner Kollegen der Painters Eleven unterscheidet. Seine frühen Werke umfassen monochrome Landschaften und architektonische Strukturen. Kazuo Nakamuras Faszination für Wissenschaft und Mathematik spiegelt sich in der Verwendung von Mustern, linearen Perspektiven und geometrischen Formen in seinem gesamten Werk wider. Von seinen frühen Landschaften und Abstraktionen bis zu seinen späteren mathematischen Studien suchte Nakamura nach Mustern in der Natur. Als sein wichtigstes Werk bezeichnete er die später entstandene Serie Number Structure, in der er untersuchte, wie die Sprache der Zahlen Muster und Strukturen in der natürlichen Welt offenbart.